# James Delleck
James Delleck, né le 25 août 1974 à Vitry-sur-Seine, dans le Val-de-Marne, est un rappeur, compositeur, producteur et ingénieur du son français. James Delleck fait également partie du collectif L'Atelier (avec Teki Latex, Fuzati, Para One, Cyanure) et aussi du Klub des 7 (Fuzati, Detect, Le Jouage, Gérard Baste, Cyanure, Fredy K).

## Biographie
Delleck est né le 25 août 1974 et a grandi à Vitry-sur-Seine, dans le Val-de-Marne. Pendant son adolescence dans les cités, il grandit entre breakdance, bagarres, micros et armes automatiques. C'est au sein du groupe La Horde (avec les futurs X-men, Hi-fi et Laddjah) que James Delleck débute dans le hip-hop, en tant que danseur et MC. Il rencontre par la suite Teki Latex (du groupe TTC) en 1999 avec qui il publie la mixtape L'antre de la Folie sur le label Kerozen Music, « genèse du hip-hop underground français », avec la participation notables de groupes comme TTC, La Caution, Klub des loosers, Cyanure d'ATK, et 6000r,.
Il réalise et publie en 2002 son premier EP intitulé Acouphène sur le label Kerozen Music. Concernant le titre de cet EP, Delleck confie : « Y’a cette sensation quand on rentre d’une soirée avec des petits sifflements qui ne s’arrêtent pas et quand a encore dans la tête quand on se couche. L’acouphène c’est ça mais de façon chronique, persistante comme prisonnier dans l’oreille interne. C’est un terme sonore qui correspond au côté dérangeant, voire même [sic] irritant que je voulais donner au EP. » James Delleck et Deufré Le Jouage (qui fait également partie du groupe Hustla avec Grems) sont les deux membres d'une collaboration du nom de Gravité Zéro, publiant en 2003 l'EP intitulé Infini, suivi peu après d'un album éponyme. Deux ans plus tard, ils publient RMX, un album contenant les titres du duo remixés par des artistes d'electro comme dDamage, Abstrackt Keal Agram, et Stacs of Stamina. 
En 2007, Delleck signe au label Tôt ou tard duquel il devient le premier rappeur signé. Il publie la même année, son premier album solo, Le cri du papillon, qui atteint la 188e place des classements français.
En juin 2010, Delleck publie le clip vidéo de la chanson Ta gueule, issue de son prochain nouvel album à paraître en 2011. En septembre 2011, il dévoile le clip d'un autre single Dieu est un chanteur de pop. Il publie son deuxième album, L'impoli, le 10 octobre 2011, sur le label Tôt ou tard. À l'occasion de la sortie de l'album, un site web spécial, appelé limpoli.fr, est mis en ligne, sur lequel les internautes peuvent déposer leur insulte préférée, ou faire appel à leur créativité.
En novembre 2015, Delleck publie le clip vidéo tourné à 360 degrés du single Pigeon, extrait d'un prochain album.
En 2024, Delleck sort son nouveau projet « Rétro Lazer » disponible sur toutes les plateformes avec son acolyte, Le Jouage. Pour honorer ce projet ils feront un concert à Châtelet.

## Discographie

### Albums studio
- 2007 : Le cri du papillon
- 2011 : L'impoli

### EPs
- 2000 : Haut De Gamme[12]
- 2002 : Acouphène

### Albums collaboratifs
- 2003 - Buffet des anciens élèves (avec L'Atelier)
- 2003 - Infini (EP ; avec Gravité Zéro)
- 2003 - Gravité Zéro (avec Gravité Zéro)
- 2005 - RMX (avec Gravité Zéro)
- 2006 - Klub des 7 (avec Le Klub des 7)
- 2009 - La Classe de Musique (avec Le Klub des 7)
- 2012 - Bestiols (EP ; avec Gravité Zéro)

### Collectifs et compilations
- 1997 - Émeute (sur la compilation Police)
- 1999 - L'antre de la folie (avec Teki Latex)
- 2003 - Prophecy Theme (sur la compilation Cavage 11)